# Webster (Wisconsin)
Webster is een plaats (village) in de Amerikaanse staat Wisconsin, en valt bestuurlijk gezien onder Burnett County.

## Demografie
Bij de volkstelling in 2000 werd het aantal inwoners vastgesteld op 653. In 2006 is het aantal inwoners door het United States Census Bureau geschat op 681, een stijging van 28 (4,3%).

## Geografie
Volgens het United States Census Bureau beslaat de plaats een oppervlakte van 4,6 km², geheel bestaande uit land. Webster ligt op ongeveer 301 m boven zeeniveau.

## Plaatsen in de nabije omgeving
De onderstaande figuur toont nabijgelegen plaatsen in een straal van 36 km rond Webster.

## Afkomstig uit Webster
- Jarrod Washburn - Werper voor de Detroit Tigers